# 方興東

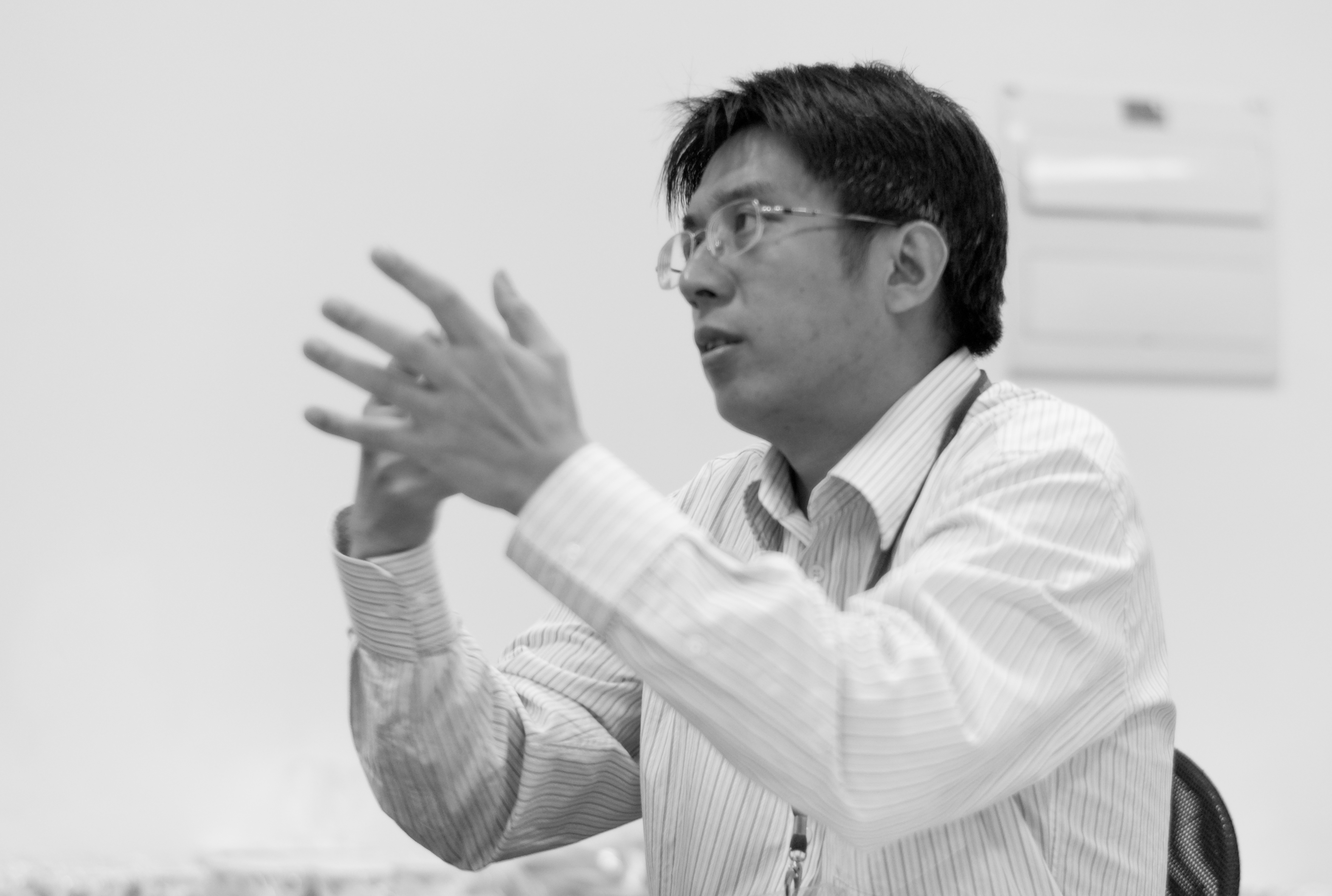
方兴东

方兴东：浙江大学文科领军人才，浙江大学传媒与国际文化学院教授、博士生导师，浙江大学国际传播研究中心执行主任，民进浙大委员会副主委、民进浙江大学西溪支部副主委，浙江省第十三届政协委员。北京市宣传思想文化系统“四个一批”人才（2015年），浙江省万人计划文科领军人才（2021年），联合国教科文组织（UNESCO）信息伦理工作组（IEWG）专家。完成互联网相关的国家和省部级项目50多项。1项社科重大项目和2项社科一般项目“免鉴定”结题，目前在研1项社科重大项目。20多年来，全程参与、见证并追踪研究中国互联网发展历程。 
主要研究领域包括新媒体传播、网络空间安全战略、互联网历史与文化、数字治理与数字经济、互联网反垄断等。至今撰写相关文章1000余万字，发表核心期刊论文100余篇，其中8篇《新华文摘》全文转载。出版《IT史记》和《互联网口述历史系列丛书》等互联网相关著作30部，其中1999年出版的《起来-挑战微软霸权》成为唯一一本入选“对中国人影响最大的20世纪100本书籍”的IT类书籍。《微信传播机制与治理问题研究》为最近10年内中国新闻传播领域引用率最高的论文。是国内网络治理、博客、Web 2.0、超级网络平台、数字治理等概念和理论最早的开拓者和推动者之一。 

## 教育经历
本科毕业于西安交通大学（1991年），西安交通大学硕士（1994年）、清华大学博士（2006年）、浙江大学博士后、国家信息中心博士后。曾任汕头大学长江新闻与传播学院院长（2016-2018）、浙江传媒学院互联网与社会研究院院长（2012-2021年）。

## 创业经历
1996年开始成为中国主要的科技评论家，是《计算机世界》、《南方周末》、《中国信息产业报》、《电脑报》、《个人电脑》、《南华早报》等顶尖科技媒体和大众媒体科技版的专栏作家。
1998年，中国互联网思想启蒙组织——“数字论坛”发起人之一。“数字论坛”是中国网络文化启蒙、倡导和推动的最重要群体。十多年来，数字论坛成员以专栏、图书、主编杂志、论坛、活动、学术研究、海外联络等各种方式促进中国网络社会的进程。
1996年开始，成为中国互联网浪潮最重要的思想推动者，2000年被《南方周末》称为中国“网络旗手”。
1999年3月12日《南方周末》发表“维纳斯计划福兮祸兮?”，引发微软垄断大讨论，为十年中最具影响力的IT文章。
1999年出版《起来——挑战微软霸权》一书，入选新浪网“20世纪影响中国的100本书”之列，是唯一入选的新经济相关书籍。
1999年创办中国最早互联网研究和咨询公司——互联网实验室（ChinaLabs）。互联网实验室致力于成为具有全球影响力的高科技智库和创业孵化器，以富有前瞻性和洞察力的产业研究为核心，构建了研究、战略咨询、活动、营销策划、解决方案、投资顾问和项目孵化等一系列业务，在中国互联网和高科技领域，积累了丰富的经验和独一无二的影响力。同年被《新周刊》年度评选为中国行业新锐榜,位居“咨询业”首位。
2000年8月，被《亚洲周刊》誉为“中国重要的高科技企业家”。被《新周刊》、新浪网、湖南卫视等媒体联合评选为2000年度“中国十大新锐青年”之一。同年，被《中国青年报》推选为“IT新时代十佳青年”，还入选《中国计算机报》“影响中国互联网发展的十大人物”。
2002年，“博客”一词命名者，创办博客中国（blogchina.com），被称为“博客教父”。2005年，博客中国获得1000万美元风险投资，为中国Web 2.0最大的一笔投资。
2003年开始长期担任华为公司战略顾问，提供战略咨询建议。在2003年思科华为一战中扮演关键性角色。2023年开始将陆续出版《欧拉崛起》（2023年9月出版）等“华为根技术五部曲”（分别包括欧拉和鸿蒙两款操作系统、鲲鹏、昇腾和麒麟等三款芯片），全景式反映2019-2024年华为在美国科技战打击下奋起努力为自己也为国家解决“卡脖子”问题的史诗般的记实故事（每本书独家深度访谈相关核心人员40-50人）。